# Rumunské království
Rumunské království (rumunsky Regatul României) byl nezávislý stát v Jihovýchodní Evropě v letech 1881–1947. Rumunské království bylo nástupcem spojených Rumunských knížectví z něhož vzniklo 1881 vyhlášením samostatného království a zaniklo komunistickým převratem a donucením krále k abdikaci v roce 1947. Rumunské království v letech 1881–1918 bývá označováno jako tzv. Rumunské staré království a pro období let 1918–1940 se užívá označení tzv. Velké Rumunsko.

## Historie

### Vznik

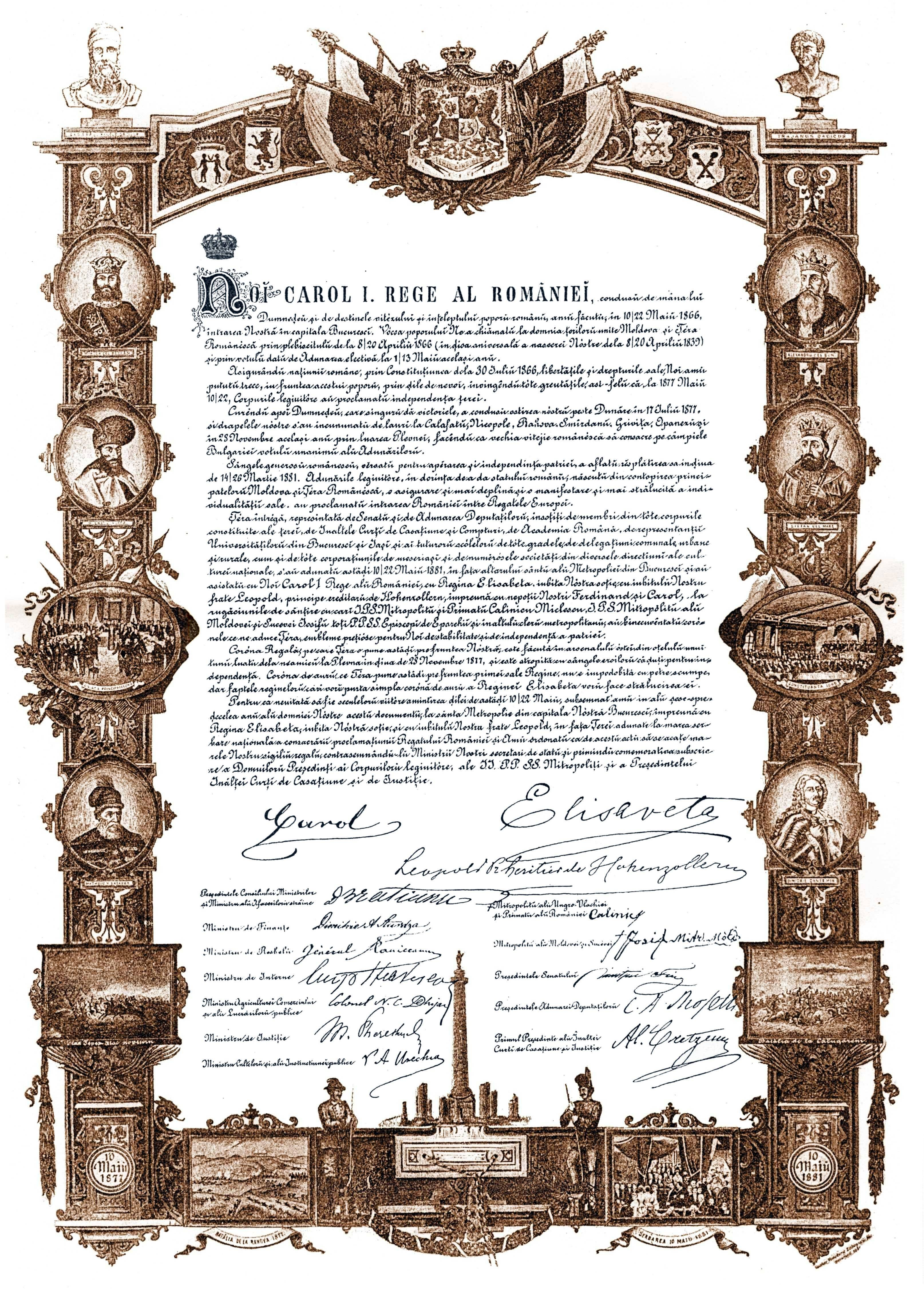
Proklamace Rumunského království

Podunajská knížectví Valašsko a Moldávie získala roku 1829 autonomii, v roce 1858 se sjednotila a položila tak základ samostatnému Rumunsku, které vzniklo roku 1878.
Rumunsko vedené knížetem Karlem z rodu Hohenzollernů se po válce o nezávislost na Osmanské říši a vítězství v této válce ustanovilo 10. května 1881 královstvím a kníže Karel (Carol) byl korunován králem Karlem I.

### První světová válka
I když byl Karlův nástupce Ferdinand I. členem jedné z větví rodu Hohenzollernů stejně jako německý císař Vilém II., prosazoval aby se jeho země zúčastnila války spíše na straně Dohody a tak Rumunsko vstoupilo 27. srpna 1916 do války na straně Dohody.
Vstup Rumunska do války však ruské protiofenzivě nepomohl. Fronta se roztáhla do šířky a zastavila. Vojsko Rumunska proniklo hluboko do Sedmihradska (tehdy v Uhersku), ale rakousko-německá armáda Rumuny přinutila ustoupit a ústřední mocnosti obsadily skoro celé Rumunsko. V době dobytí Bukurešti (21. listopadu) zemřel rakouský císař František Josef I. Vysílení Rumuni podepsali 7. května 1918 mír s Německem, protože Rumunsko nebylo schopno pokračovat ve válce (bez podpory Ruska), ale po vyřazení Bulharska z boje, se opět 10. října 1918 Rumunsko připojilo do konfliktu na straně Dohody, den před ukončením bojů na západní frontě a měsíc před definitivním koncem války. Pro toto období existence Rumunského království se někdy používá označení Rumunské staré království.

### Meziválečné „Velké Rumunsko“

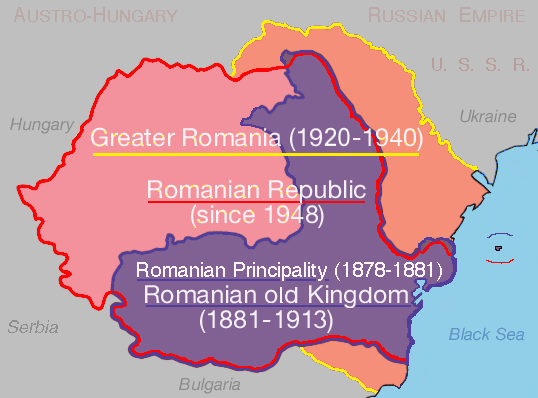
Územní vývoj nezávislého Rumunska – fialovou barvou Rumunské království 1881–1918; Velkému Rumunsku (1918–1940) náležela veškerá vyznačená území; v červených hranicích současné Rumunsko

Po 1. světové válce se k Rumunsku připojily Sedmihradsko s Banátem, Bukovina a Besarábie, čímž vznikl zatím největší rumunský stát v dějinách, tzv. Velké Rumunsko.
Po anexi (připojení) Besarábie byla uzavřena obranná aliance s Polskem proti Rusům. Maďaři s tímto rozdělením samozřejmě nesouhlasili a pokoušeli se své ztracené země dobýt zpět. Rumunské ozbrojené síly však vedly tuhý odpor, který posléze přerostl v rázný útok a maďarské síly byly rychle zahnány hluboko do vnitrozemí dnešního Maďarska. V meziválečném období bylo Rumunské království součástí Malé dohody. Úzce spolupracovalo s Československem a Jugoslávií proti nárůstu maďarského vlivu. S oběma zeměmi však mělo jen krátkou hranici v odlehlých oblastech a proto užší spolupráce byla jen stěží možná. Navíc vzhledem k rozmělňování integrity obou spojeneckých států ke konci 30. let zůstalo později Rumunsko opuštěno a Budapešti se přece jen podařilo zajistit si úpravy hranic na úkor karpatské země.

### Rumunsko za druhé světové války

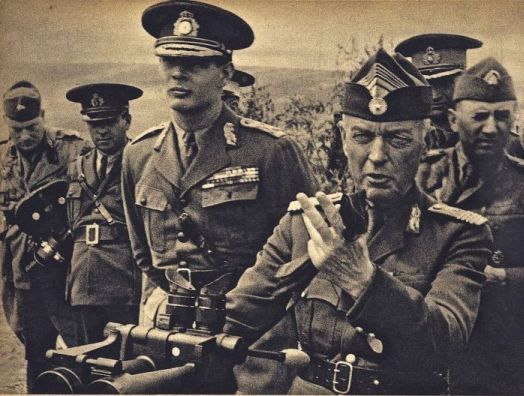
Antonescu a rumunský král Michal I. Rumunský v roce 1941 sledují vojenské operace – Michal I. později vedl státní převrat, který v srpnu roku 1944 vedl k "přeběhnutí" Rumunska na stranu spojenců

Ve druhé světové válce Rumunsko bojovalo po boku Třetí říše. Rumuni přišli za druhé vídeňské arbitráže o Severní Sedmihradsko, které bylo přiděleno expandujícímu Maďarsku a přišli také o Jižní Dobrudžu, kterou obsadilo Bulharsko. Na přelomu června a července 1940 okupoval Sovětský svaz Severní Bukovinu a Besarábii. V zemi měl v tehdejší době největší vliv maršál Ion Antonescu, od 4. září 1940 (po svržení krále Carola II.) předseda vlády a diktátor (conducator). Po napadení SSSR Německem 22. června 1941 získali Rumuni území zpět.

### Zánik království
Po válce byla Rumunsku opět odňata Besarábie a Severní Bukovina a připojeny k Sovětskému svazu a Jižní Dobrudža byla ponechána Bulharsku. V roce 1947 byl král Michal I. násilím donucen abdikovat a odejít ze země. Rumunsko se stalo socialistickou republikou a součástí komunistického východního bloku.

## Rumunští králové
Dynastie: Hohenzollernové
- Karel I. – (1881–1914), od roku 1866 rumunským Domnitorem
- Ferdinand I – (1914–1927), synovec krále Karla I.
- Michal I. – (1927–1930) první vláda, syn krále Karla II., vládla za něj regentská rada
- Karel II. – (1930–1940), donucen abdikovat ve prospěch syna Michala
- Michal I. – (1940–1947) druhá vláda, syn krále Karla II., donucen komunisty k abdikaci

## Galerie

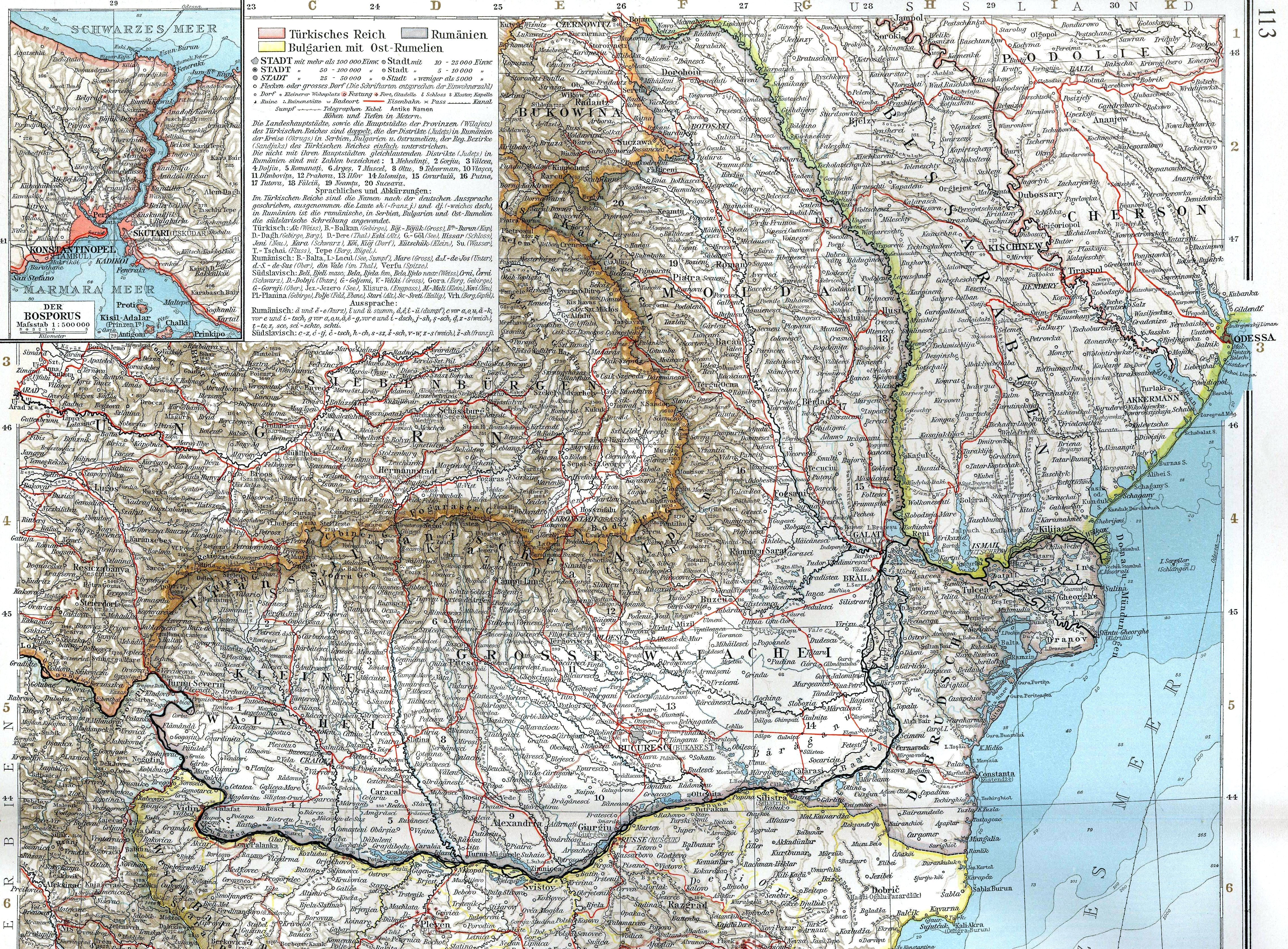
Tzv. „Rumunské staré království“ (modře).
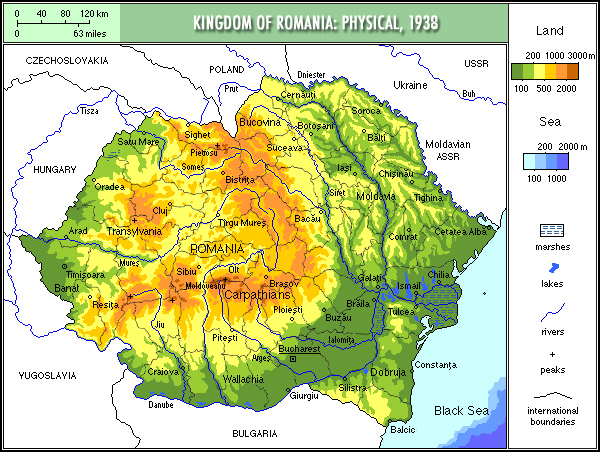
Rumunsko, fyzická mapa rok 1938.
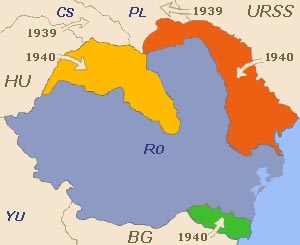
Rumunská ztracená území za druhé světové války.
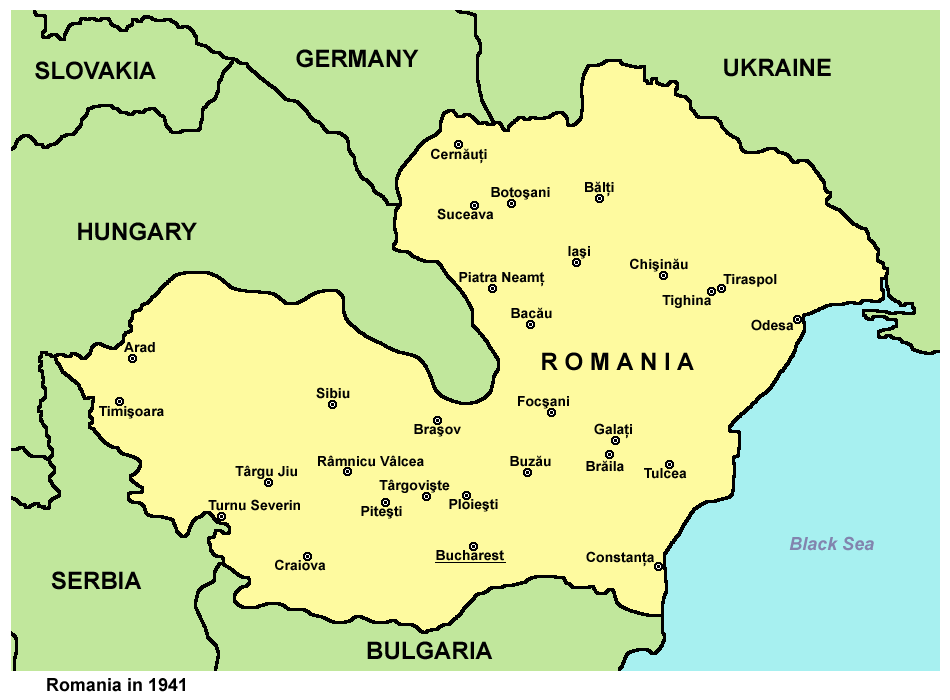
Ocelová koruna, rumunská královská koruna.